# Muhammad ibn Abd al-Karim al-Khattabi

Mapa del Marroc espanyol amb la ciutat natal d'Abd el-Krim, Ajdir.

Muhammad ibn Abd-al-Karim al-Khattabí (Ajdir, el Marroc, 1882 - el Caire, 1963), conegut com a Abd el-Krim, fou el líder que, entre els anys 1921 i 1926, es va revoltar i va comandar la resistència contra l'ocupació colonial espanyola i francesa al Rif, la regió de cultura amaziga al nord de l'actual Regne del Marroc i president de l'efímera República del Rif (1921-1926).
Fill d'un cadi marroquí, fou educat a Tunis i a Fes, i col·laborà en l'administració colonial espanyola. El 1915, fou empresonat per les autoritats franceses per haver-se declarat a favor d'Alemanya en la Primera Guerra Mundial. L'expedient obert posà al descobert el seu pensament en contra de la colonització i de l'expansió espanyola sobre el Rif. En intentar fer-se escàpol, es trencà una cama. Alliberat finalment, es posà al capdavant de la sublevació contra l'ocupació.
Amb la vista posada a obtenir la independència del seu país, aconseguí èxits importants com el de la Batalla d'Annual, on destrossà una columna militar espanyola que s'endinsava al Rif. Finalment, fou derrotat de resultes del desembarcament de les tropes espanyoles a la badia d'Alhucemas, amb el suport de França.
Abd el-Krim es lliurà finalment a l'administració francesa i fou deportat a l'illa de la Reunió, fins que el 1947 aconseguí l'autorització per instal·lar-se al sud de França. Durant una escala a Port Saïd del viatge que el portava a Marsella, aconseguí escapar-se i obtenir asil polític a Egipte. Va viure al Caire, on va crear el "Comitè d'Alliberament dels Àrabs Occidentals", conegut com a Bureau du Maghreb. El 1956, el rei Muhàmmad V del Marroc el va convidar a retornar al seu país, però ho va refusar mentre restessin tropes franceses a l'Àfrica del nord. Va morir el 6 de febrer del 1963.